# Bud Adams

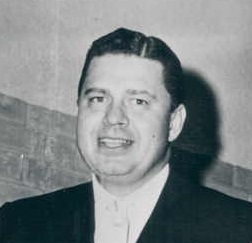
Bud Adams, 1964

Kenneth Stanley „Bud“ Adams, Jr. (* 23. Januar 1923 in Bartlesville, Oklahoma; † 21. Oktober 2013 in Houston, Texas) war ein US-amerikanischer Footballfunktionär.

## Leben
Adams besuchte die University of Kansas, die er mit erfolgreichem Abschluss verließ. Von 1967 bis 1969 war er Besitzer der Houston Mavericks. Von 2005 bis 2007 war er Besitzer der Nashville Kats. Im Jahr 1960 gründete er das Franchise Houston Oilers (ab 1998 Tennessee Titans), das er bis zu seinem Tod besaß. Er war einer der Mitbegründer der American Football League.